# بخش سان لوئیس دل پالمر
بخش سان لوئیس دل پالمر (به اسپانیایی: Departamento San Luis del Palmar) یک منطقهٔ مسکونی در آرژانتین است که در استان کورینتس واقع شده‌است. بخش سان لوئیس دل پالمر ۲٬۵۵۱ کیلومتر مربع مساحت و ۱۶٬۵۱۳ نفر جمعیت دارد.